# Dvorišče
Dvorišče (mađ. Somogyudvarhely) je pogranično selo u južnoj zapadnoj Mađarskoj.
Zauzima površinu od 40,42 km četvorna.

## Zemljopisni položaj
Nalazi se na 46° 10′ 48,32″ sjeverne zemljopisne širine i 17° 11′ 22,85″ istočne zemljopisne dužine. 
Zakon je južno-jugozapadno, Zákányfalu i Tiluš su jugozapadno, Blezna je sjeverozapadno, Šur je sjeverno-sjeverozapadno, Nemespátró je sjeverno-sjeveroistočno, Supal, Porrog i Sekral su jugoistočno

## Upravna organizacija
Nalazi se u Čurgujskoj mikroregiji u Šomođskoj županiji. Poštanski broj je 7515.
Brežnjica je sjeverozapadno, Szenta je sjeverno-sjeverozapadno, šuma Balátá-tó i selo Kaszó su sjeverno, Somogyszob je sjeveroistočno, Nagyatád i Barapuszta su istočno-sjeveroistočno, Tarany je istočno, Szilospuszta je istočno-jugoistočno, Belovar, Izvar i Aromec su jugoistočno, rijeka Drava je 6 km južno.
U Hrvatskoj, južno od Dvorišča nalazi se šuma Cambina, južno-jugozapadno Novo Virje, jugozapadno u blizini je Ždala te nešto dalje Repaš, zapadno je Novačka i sjeverozapadno Gola.

## Promet
Jugozapadno od sela, uz granicu prolazi željeznička pruga Velika Kaniža – Pečuh. Ondje se nalazi željeznička postaja Dvorišče. 
Hrvatske državne cestovne prometnice br. 41 i 210 spajaju se u Goloj i vode dalje kroz državnu cestovnu prometnicom u Mađarsku, kroz Brežnjicu i sjeverno od Dvorišča.

## Stanovništvo
Dvorišče ima 1159 stanovnika (2001.). Skoro svi su Mađari.

## Vanjske poveznice
- (mađarski) Plan naselja  Arhivirana inačica izvorne stranice od 1. listopada 2007. (Wayback Machine)
- (mađarski) Službene stranice
- (mađarski) Stranice seoske osnovne škole